# Pnyx

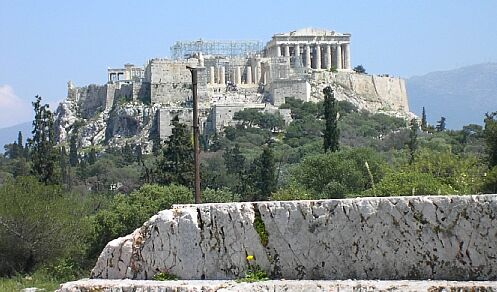
Vista de la Acrópolis desde el Pnyx.

Pnyx (en griego antiguo, Πνύξ; griego moderno, Πνύκα) es una colina rocosa situada en el centro de Atenas, a corta distancia al oeste de la Acrópolis, e integrada dentro del conjunto formado por esta, el Areópago, el Agora Antigua, la colina de las Ninfas (Ninfeon), la colina de Museo y la colina de Filopappos.
En este lugar se reunía la Ekklesía (asamblea del pueblo ateniense) desde el siglo VI a. C.

## Descripción

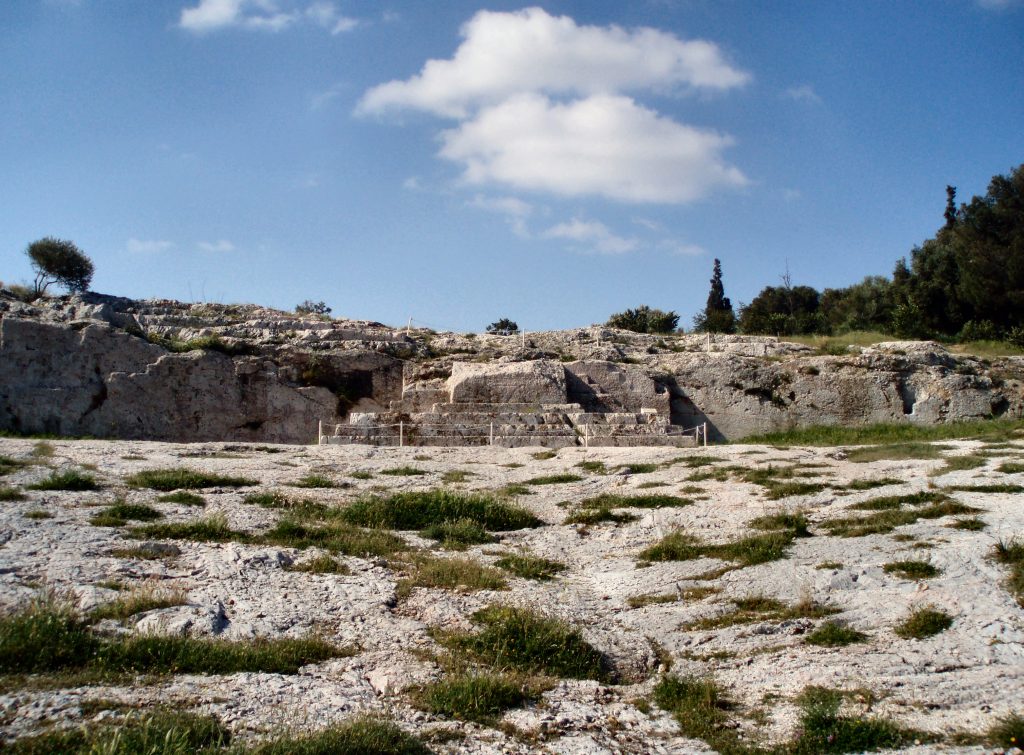
La tribuna del Pnyx.

Rodeado por zonas verdes y arboladas, el Pnyx alberga una plataforma de piedra semicircular, con varios escalones tallados en ella, que conducen a la bema, o tribuna de los oradores. La costumbre de congregarse allí continuó durante muchos años, hasta que se abandonó el Pnyx por una mejor ubicación. Por tanto, se puede afirmar que el Pnyx fue el primer parlamento democrático de la historia humana. Fue en el Pnyx donde pronunciaron sus discursos los grandes políticos de Atenas, como Pericles o Alcibíades.
Los restos encontrados muestran que el Pnyx se construyó en tres periodos. En el primero, se usó la ladera de la colina como la cávea de un teatro. Se explanó la superficie de piedra caliza y se construyó un muro de contención en el lado norte. En el segundo periodo, la disposición del auditorio se invirtió. Se levantó un alto muro de contención semicircular en el norte, que servía de apoyo a un terraplén que descendía hacia el sur. Se accedía a través de dos escaleras de 3,90 m de ancho. En el tercer periodo se mantuvo la disposición, pero se agrandó el conjunto para aumentar su capacidad. El nuevo bema se emplazó al sur.

## Excavaciones
Las excavaciones de la Sociedad Arqueológica de Atenas, en 1910, confirmaron la identificación del sitio como el Pnyx. Entre 1930 y 1937, Homer A. Thompson excavó a gran escala varias veces, primero en colaboración con Konstantinos Kourouniotis y, más tarde, con Robert L. Scranton.
Estas excavaciones descubrieron los cimientos de los edificios importantes del Pnyx, aunque no queda nada de ellos. Estos incluyen:
- Dos grandes stoas, erigidas entre 330 y 326 a. C., pero nunca completadas.
- El Altar de Zeus Agoraios, contemporáneo de las stoas. En época de Augusto (siglo I a. C.), el altar fue trasladado al Ágora y ubicado frente al Metroón.
- El Santuario de Zeus Hypsistos.